# Dorothée de Talleyrand-Périgord
Marie Dorothée Louise de Talleyrand-Périgord (17. listopadu 1862 Valençay – 17. července 1948 Paříž) byla francouzská aristokratka, známá především svými salóny a rolí ve vysoké evropské společnosti konce 19. a počátku 20. století. Známá mezi svými přáteli jako "Dolly" ovlivnila několik umělců a spisovatelů, včetně Marcela Prousta. Byla poloviční sestrou prince de Sagana, který měl francouzské a pruské občanství a usedal v horní komoře pruského parlamentu.

## Životopis
Byla dcerou Napoleona-Louis de Talleyrand-Périgorda a Rachel Élisabeth Pauline de Castellane. Své dětství strávila na otcových rozlehlých statcích v Prusku, kde jej jako velmi malé dítě doprovázela na lovy vlků. Poprvé byla provdána za dědičného princ Karla Egona IV. z Fürstenbergu (1852–1896), syna knížete Karla Egona III. ((1820–1892). Jejich manželství trvalo 15 let, během kterých byla Dorthée hlavním ornamentem pruského dvora v Berlíně. Její sestřenice Marie Radziwill rovněž vlastnila salón v Berlíně.
Žila také na zámku v Donaueschingenu. Po smrti prvního manžela se znovu provdala v roce 1898 za svého bratrance, hraběte Jean de Castellane. Údajně ovlivnila spisovatele Marcela Prousta, který podle ní vytvořil postavu mladé princezny Guermantes, která se narodila jako vévodkyně v Bavorsku a měla silný německý přízvuk. Jako inteligentní a přitažlivá žena získala od císaře Viléma II. prestižní salón des Saussaies v Paříži.
Byla neoblíbená u své rivalky, hraběnky Elisabeth Gerffulhe. V meziválečném období její salón navštěvovali i významní politici, mezi nimi i Georges Leygues.